# Otto Tief
Otto Tief   (Uusküla, 14 d'agost de 1889 - Ahja, 5 de març de 1976) fou un advocat estonià, militar durant la Guerra d'Independència d'Estònia de 1918 i polític. Durant la Segona Guerra Mundial, amb la retirada de les forces d'ocupació d'Estònia per part de l'Alemanya nazi, va ser nomenat primer ministre el 18 de setembre de 1944. Proclamà la independència d'Estònia davant l'avanç de les tropes soviètiques, però el seu govern va ser dissolt amb l'entrada de l'Exèrcit Roig a Tallinn; quatre dies després Tief va ser arrestat. El 1945, va ser condemnat i deportat a Sibèria fins a la seva tornada el 1956. No obstant això, Tief convertit en un símbol va ser novament forçat a exiliar-se a Ucraïna i des de 1965, a Letònia. A la seva mort, els soviètics tampoc van autoritzar el seu enterrament a Estònia fins que, recuperada la independència, les seves restes mortals van ser sepultades a Tallinn el 1993.